# 미얀마 인민해방군
인민해방군(약어 PLA; 버마어: ပြည်သူ့လွတ်မြောက်ရေးတပ်မတော်)은 미얀마의 공산주의자 반군 단체이다. 이들은 지하 버마 공산당의 무장 조직이며, 당 간부들은 따머도 (미얀마군)가 2021년 민간 정부를 전복시킨 후 재무장했다. "인민해방군"은 중국 인민해방군의 이름을 따서 명명된 버마 공산당의 첫 번째 무장 조직의 이름이기도 했다.

## 역사

### 전신
버마 공산당(CPB)은 1948년부터 1989년까지 주로 샨주에서 봉기를 벌였다. 초기에 당의 무장 조직은 중국의 인민해방군과 거의 같은 시기에 창설된 인민해방군(PLA)으로 명명되었다. 1950년 9월, PLA는 공산주의자 보 제야(Bo Zeya)가 지휘하는 혁명 버마군 연대와 합쳐져 인민군을 결성했다. 인민군은 1989년 버마 공산당 지도자들이 중국으로 망명할 수밖에 없었던 반란 이후 해산되었다. 미얀마 민족민주동맹군과 연합와주군은 이러한 분열로부터 형성되었다.

### 2021년 재창설

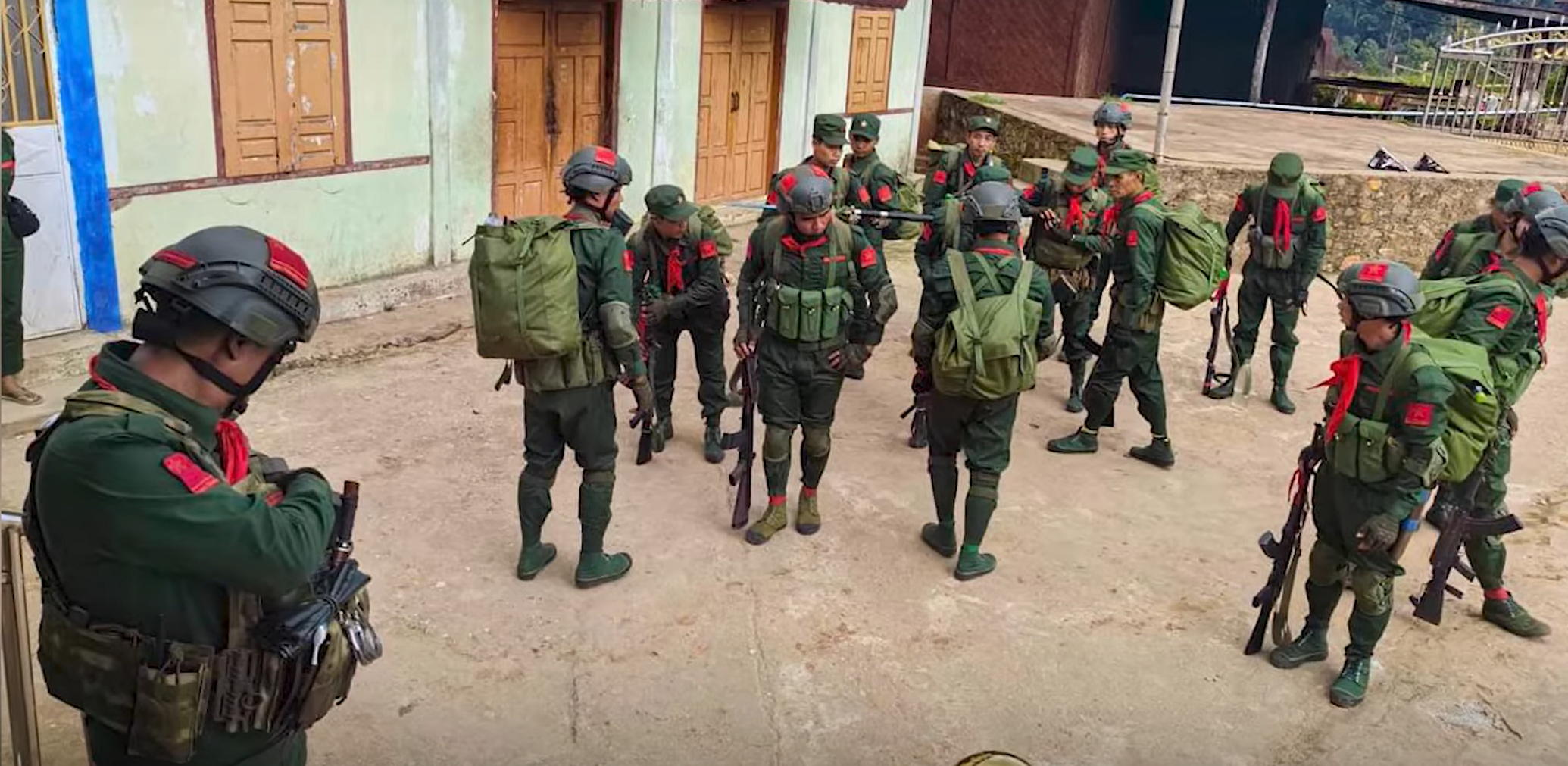
2024년의 인민해방군 병력

따머도는 2021년 2월 1일 쿠데타를 통해 미얀마 민간 정부의 민주적으로 선출된 의원들을 해임하고 국가통치평의회(SAC)라는 군사 정권을 수립했다. 버마 공산당은 이 날 즉시 성명을 발표하여 쿠데타를 규탄하고 따머도에 대항하는 통일 전선을 촉구했다.
버마 공산당 간부들은 2021년 3월 중국–미얀마 국경을 통해 미얀마로 재진입했다. 5개월 후인 2021년 8월, 버마 공산당은 스스로 재무장하여 국가통치평의회에 대항하는 인민 전쟁을 벌이기 위한 새로운 무장 조직을 창설했다고 발표했다. 당은 이전 무장 저항에 대한 회귀의 의미로 인민해방군이라는 이름을 선택했다. 카친 독립군(KIA)은 인민해방군 병사들에게 초기 무기와 장비를 제공했다.
인민해방군은 2023년 활동 병력이 1,000명에 달한다고 주장했다. 당시 이들은 따닝다이도에서 인민방위군과 함께 싸우고 있었다.
2024년 7월부터 9월까지 인민해방군은 138마리의 코끼리와 그 관리자들이 만달레 근처의 자신들의 야영지에 피난처를 제공했다. 관리자들은 코끼리가 빽빽한 정글을 통해 통나무를 운반하는 데 사용되던 군사 정권이 운영하는 벌목장에서 도망쳐왔다. 인민해방군은 군사 정권이 전복될 때까지 코끼리를 밀매자들로부터, 관리자들을 따머도로부터 보호할 의향이 있다고 밝혔다.
2025년 버마민주방송과의 인터뷰에서 인민해방군 사무총장 니 니 짜우는 인민해방군이 "파시스트와 군사 독재를 제거하고 미얀마의 모든 집단을 억압으로부터 해방시키기 위해" 재구성되었다고 밝혔다. 그녀는 인민해방군이 북부 샨주와 만달레, 저가잉, 머궤, 따닝다이도를 포함한 여러 지역에서 싸우고 있다고 언급했다.

## 이데올로기
인민해방군은 모체 정당과 마찬가지로 마르크스-레닌주의와 마오쩌둥 사상을 고수한다. 인민해방군은 민족주의와 분리주의를 반대하며, 미얀마가 소수민족을 위한 자치 지역이 보장된 연방 국가로 통일되어야 한다고 주장한다.